# Prozostrodontia
De Prozostrodontia zijn een groep Synapsida die behoren tot de Probainognathia.
In 2010 benoemden Liu Jun en Paul Olsen een klade Prozostrodontia voor alle soorten die meer afgeleid stonden dan Probainognathus. De klade, "Clade E", werd gedefinieerd als de groep bestaande uit de laatste gemeenschappelijke voorouder van Prozostrodon brasiliensis, Tritylodon langaevus, Pachygenelus monus en de huismuis Mus musculus; en al zijn afstammelingen.
De klade wordt getypeerd door een aantal synapomorfieën, gedeelde nieuwe kenmerken. De beenbalk van het prefrontale, postorbitale en postorbitale is gereduceerd. In de oogkas bevindt zich een foramen sphenopalatine (convergent gedeeld met de Traversodontidae). De dentaria van de onderkaken zijn vooraan niet versmolten tot een symfyse. De achterste uitbreiding van de middenkam van het schedeldak ligt op hetzelfde niveau als het achterste deel van de crista lambdoidalis. De doornuitsteeksels van de achterste borstwervels hellen schuin naar achteren. Het blad van het darmbeen is bol. De spina iliaca posterior superior is gereduceerd. Het zitbeen heeft een inkeping bij het heupgewricht. De trochanter minor ligt op het niveau van de dijbeenkop, op de binnenzijde van de dijbeenschacht.
De groep splitste zich tegen de 237 miljoen jaar geleden af, wellicht op het Zuidelijk Halfrond. Volgende splitsingen in de groep waren de Dromatheriidae, de Tritheledontidae en uiteindelijk de Mammaliamorpha. Deze laatste zouden enorm succesvol worden, eerst als kleine dieren en in het Neogeen ook als grote zoogdieren. Ook de mens is een prozotrodontiër.